# Château d'Airlie
 (décembre 2023).
Si vous disposez d'ouvrages ou d'articles de référence ou si vous connaissez des sites web de qualité traitant du thème abordé ici, merci de compléter l'article en donnant les références utiles à sa vérifiabilité et en les liant à la section « Notes et références ».

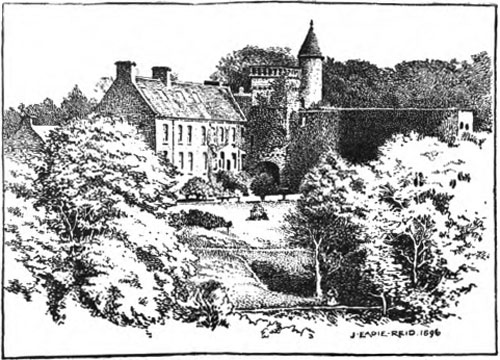
Dessin du château d'Airlie.

Le château d'Airlie (Airlie Castle en anglais) se situe dans la paroisse d'Airlie, dans le comté d'Angus, en Écosse. Il est érigé au confluent des rivières Isla et Melgund, à neuf kilomètres à l'ouest de Kirriemuir, en Angus.
Un château fut édifié à partir de 1432 sur ce site, puis incendié en 1640. Il comprenait un manoir et des écuries. Ses ruines figurent à l'inventaire des monuments historiques écossais et ses terrains sont inscrits à l'inventaires des jardins d'exception d'Écosse.

## Histoire
En 1432, le roi Jacques Ier d'Écosse a accordé des fiefs à Walter Ogilvy de Lintrathen, trésorier d'Écosse. Walter Ogilvy débuta alors la construction d'un château à la confluence de la rivière Isla et du ruisseau Melgam, sur un éperon rocheux de 400 pieds de haut. Des douves protégeaient le château à l'est. Il devint une place forte et un site de résidence principale du clan Olgilvie. Jacques Ogilvie, 5e lord Olgilvie d'Airlie, souhaita reconstruire le château en 1564.
En 1639, à York, le roi Charles Ier d'Angleterre, éleva Jacques Ogilvie au rang de premier comte d'Airle. Jacques refusa de signer l'alliance nationale (National Covenant en anglais). De plus, durant les guerres des Trois Royaumes (Wars of the Three Kingdoms en anglais) le clan Ogilvie apporta son soutien au roi Charles Ier d'Angleterre. Les troupes parlementaires, menées par Archibald Campbell, 8e comte d'Argyll, rasèrent le château en 1640. Campbell rasa également deux autres châteaux du clan Ogilvie, à Craig et à Forter.
Les Ogilvie ne relevèrent jamais le château d'Airlie. Jacques Ogilvie (mort en 1731), petit-fils du premier comte, prit part à la révolte jacobite de 1715 et ses biens furent confisqués. Par conséquent, à la mort de son père en 1717, il ne put hériter du titre de comte. Bien qu'ayant reçu un pardon royal du roi Georges II en 1725, son château resta confisqué.
En 1778, David Ogilvie fut à son tour pardonné par le roi et rentra en Écosse, après un exil à Versailles. Vers 1792/1793, Il fit construire un nouveau manoir qui incluait les parties encore debout de l'ancien château.
Le château était bâti autour d'une cour rectangulaire et ses murs avaient une épaisseur de trois mètres. Le mur, près de la cour, est toujours visible. Il mesure environ 36 mètres de long et 9 mètres de haut. À l'extrémité nord de ce mur, une porte d'entrée, aujourd'hui surmontée d'une tour carrée, édifiée ultérieurement.